# Mattafix
Mattafix était un groupe de hip-hop, soul et reggae britannique, originaire d'Angleterre. Il se composait de Marlon Roudette et Preetesh Hirji. Le nom du groupe fait référence à l'expression Matter fixed signifiant « Problème réglé », dans un patois de l'île de Saint-Vincent-et-les-Grenadines. Mattafix a organisé une campagne de soutien aux populations subissant la Guerre civile au Darfour.

## Biographie
Marlon Roudette est né à Londres et a grandi sur l'île de Saint-Vincent-et-les-Grenadines avec sa mère et sa sœur qui y ont déménagé lorsqu'il était jeune. Preetesh Hirji est né à Londres de deux parents indiens.

### Signs of Struggle(2005–2006)
Mattafix publie son premier single, 11.30, en édition limitée chez Buddhist Punk Records le 13 janvier 2005. Cependant, sa vente n'a jamais décollé. Leur second single, Big City Life, est publié au label EMI le 8 août 2005. Il s'agit d'un franc succès puisqu'il se classe 15e au Royaume-Uni et premier des ventes de singles en Allemagne, Pologne, Autriche, Italie, Suisse et Nouvelle-Zélande,. Il connait également un succès plus modéré dans d'autres pays européens, où il atteint le top 20. Il figure aussi sur la bande originale du jeu vidéo FIFA World Cup Germany 2006, de EA Sports. Leur troisième single, Passer By, est publié uniquement au Royaume-Uni et en Pologne le 24 octobre 2005. Son meilleur classement dans les charts au Royaume-Uni fut #79. Ce single précédait leur premier album Signs of Struggle qui est sorti une semaine plus tard.
Signs of Struggle, publié le 31 octobre 2005, rencontre un succès mitigé dans certains pays européens où il atteint seulement le top 100. Le quatrième single de Mattafix, To and Fro, est sorti le 13 mars 2006. Il était disponible uniquement en téléchargement au Royaume-Uni. Il n'a pas décollé dans les charts de la plupart des pays européens. Leur cinquième single, Cool Down the Pace, est sorti le 1er août 2006. La chanson est largement diffusée sur les ondes mais n'a pas bien marché[réf. souhaitée]. C'est le dernier single de leur premier album Signs of Struggle.

### Rhythms and Hymns(2007–2009)
Le 7 septembre 2007, Mattafix  publie le premier single Living Darfur, de leur second album Rhythms and Hymns. Il était disponible uniquement en téléchargement. Le single est publié le 22 octobre 2007. Le clip montre des images du voyage du groupe au Darfour où le single a été enregistré. Dans ce clip figure notamment l'acteur Matt Damon.
L'album est sorti par la suite dans la plupart des pays européens le 23 novembre 2007 et en Australie le 17 novembre 2007. Mattafix a remixé la chanson Eh Eh (Nothing Else I Can Say) de Lady Gaga, incluse dans son remix EP sur iTunes.

### Séparation (2010)
En 2010, le groupe annonce la sortie d'un troisième album studio. Mais quelque temps plus tard, les deux membres déclarent qu'ils veulent désormais prendre des chemins différents. Marlon Roudette annonce ensuite la sortie d'un projet solo, l'album Matter Fixed. Son premier single, New Age, sort en juillet 2011.

## Classements

### Albums studio
| Titre               | Détails                                                                  | Meilleure position[réf. nécessaire] | Meilleure position[réf. nécessaire] | Meilleure position[réf. nécessaire] | Meilleure position[réf. nécessaire] | Meilleure position[réf. nécessaire] | Meilleure position[réf. nécessaire] | Meilleure position[réf. nécessaire] | Meilleure position[réf. nécessaire] | Meilleure position[réf. nécessaire] |
| Titre               | Détails                                                                  | Autriche                            | Belgique                            | Europe                              | France                              | Allemagne                           | Italie                              | Pologne                             | Suisse                              | Royaume-Uni                         |
| ------------------- | ------------------------------------------------------------------------ | ----------------------------------- | ----------------------------------- | ----------------------------------- | ----------------------------------- | ----------------------------------- | ----------------------------------- | ----------------------------------- | ----------------------------------- | ----------------------------------- |
| Signs of a Struggle | - Sortie : 31 octobre 2005 - Label : EMI - Formats : CD, Téléchargement  | 10                                  | 60                                  | 62                                  | 75                                  | 35                                  | 12                                  | 64                                  | 15                                  | 159                                 |
| Rhythm and Hymns    | - Sortie : 19 novembre 2007 - Label : EMI - Formats : CD, Téléchargement | —                                   | 69                                  | 92                                  | 48                                  | 73                                  | 17                                  | 87                                  | 22                                  | —                                   |

### Singles
| Année | Titre                          | Meilleure position | Meilleure position | Meilleure position | Meilleure position | Meilleure position | Meilleure position | Meilleure position | Meilleure position | Meilleure position | Meilleure position |                     |
| Année | Titre                          | AUS                | Autriche           | Belgique           | France             | Allemagne          | Italie             | Nouvelle-Zélande   | Norvège            | Suisse             | Royaume-Uni        |                     |
| ----- | ------------------------------ | ------------------ | ------------------ | ------------------ | ------------------ | ------------------ | ------------------ | ------------------ | ------------------ | ------------------ | ------------------ | ------------------- |
| 2005  | 11.30 (Dirtiest Trick in Town) | —                  | —                  | —                  | —                  | —                  | —                  | —                  | —                  | —                  | —                  | Signs of a Struggle |
| 2005  | Big City Life                  | 19                 | 1                  | 12                 | 17                 | 1                  | 1                  | 1                  | 3                  | 1                  | 15                 | Signs of a Struggle |
| 2005  | Passer By                      | —                  | —                  | —                  | —                  | —                  | —                  | —                  | —                  | —                  | —                  | Signs of a Struggle |
| 2006  | To & Fro                       | —                  | —                  | 56                 | —                  | 73                 | 56                 | —                  | —                  | 56                 | —                  | Signs of a Struggle |
| 2006  | Cool Down the Pace             | —                  | 52                 | —                  | —                  | 82                 | 25                 | —                  | —                  | 63                 | —                  | Signs of a Struggle |
| 2007  | Living Darfur                  | —                  | 21                 | 50                 | 50                 | 32                 | 2                  | —                  | —                  | 13                 | —                  | Rhythm and Hymns    |
| 2008  | Things Have Changed            | —                  | —                  | —                  | —                  | —                  | —                  | —                  | —                  | —                  | —                  | Rhythm and Hymns    |